# Sphaleromyces lathrobii
Sphaleromyces lathrobii är en svampart som beskrevs av Thaxt. 1894. Sphaleromyces lathrobii ingår i släktet Sphaleromyces och familjen Laboulbeniaceae.  Arten är reproducerande i Sverige. Inga underarter finns listade i Catalogue of Life.